# محمد خالد شاهين
محمد خالد شاهين (25 فبراير 1993) لاعب كرة قدم بحريني يلعب حاليا لصالح نادي الدرجة الأولى البحرين البحريني في خط الوسط من 2016.

## الإنجازات
- الدرجة الأولى (1): 2015
- كأس ملك البحرين (3): 2012، 2013، 2016
- كأس الخليج للأندية (1): 2012